# لويزا سونزا
لويزا جيرلوف سونزا (بالبرتغالية: Luísa Sonza‏) (من مواليد 18 يوليو 1998) مغنية وكاتبة أغاني برازيلية.

## روابط خارجية
- لويزا سونزا على موقع IMDb (الإنجليزية)
- لويزا سونزا على موقع ميوزك برينز (الإنجليزية)
- لويزا سونزا على موقع أول ميوزيك (الإنجليزية)
- لويزا سونزا على موقع ديسكوغز (الإنجليزية)
- لويزا سونزا على موقع قاعدة بيانات الفيلم (الإنجليزية)
- لويزا سونزا على موقع كينوبويسك (الروسية)

- لويزا سونزا في قاعدة بيانات الأفلام على الإنترنت
- لويزا سونزا على إنستغرام
- luisasonza على تويتر.